# ロバート・ネイサン

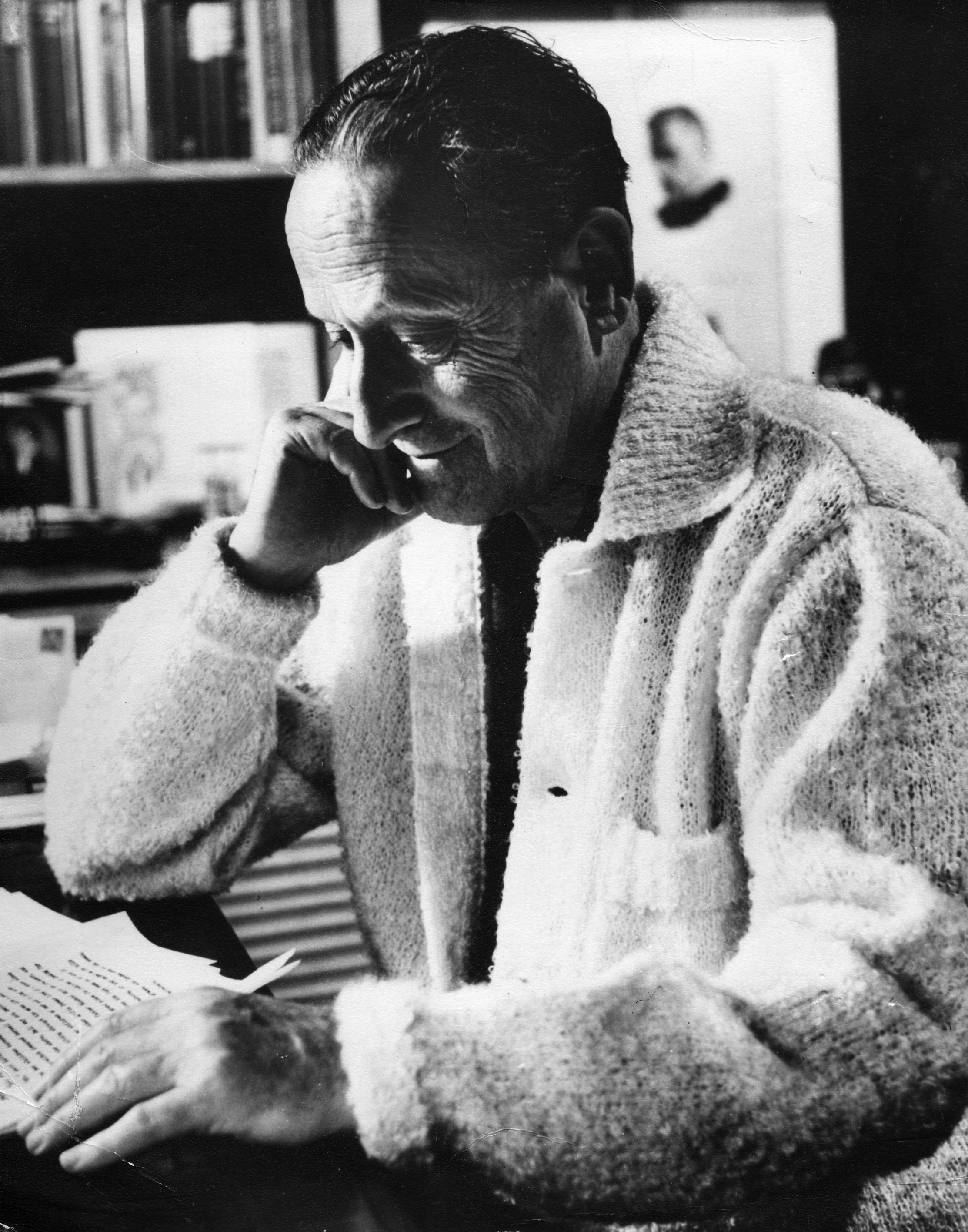
ロバート・ネイサン

ロバート・ネイサン（Robert Nathan、1894年1月2日 - 1985年5月25日）は、アメリカ合衆国ニューヨーク生まれの詩人、小説家、脚本家。
アメリカおよびスイスの学校、フィリップス・エクセター・アカデミーを経て、ハーバード大学に入学。在学中は各種スポーツに励み、またマンスリー誌に寄稿などもした。大学を中退したのちニューヨークに戻り、広告宣伝会社に入るものの辞め、シナリオライターの仕事やニューヨーク大学の講師などを勤める。1919年に自伝的小説である『ピーター・キンドレッド』でデビュー後、精力的に執筆を続け、映画化された作品に『気まぐれ天使』（The Bishop's Wife）、『ジェニーの肖像』などがある。

## 評価
- アメリカ文学者の大橋吉之輔は終戦後まもなくの昭和20年代にネイサンの『いまひとたびの春』（One More Springs）に出会い、異様な感動にみまわれた。同作品に関しては大作でも傑作でもなく、強いて言えば、良質の哀愁が塗りこめられた小品で、ネイサンに関してはあまり大した作家ではなかったかもしれないが少なくともあざとい作家ではなかったと書いている。[2]

## 著作
著作は『ジェニーの肖像』（創元推理文庫、2005年）収録の「著作リスト」（pp.311-315）を参照した。

### 長編小説
- Peter Kindred, 1919
- Autumn, 1921
- The Puppet Master, 1923
- Jonah, 1925
- The Fiddler in Barly, 1926　バーリイ村のヴァイオリン弾き
- The Woodcutter's House, 1927　きこりの家
- The Bishop's Wife, 1928
- There is Another Heaven, 1929
- The Orchid, 1931
- One More Spring, 1933　いまひとたびの春
- Road of Ages, 1935
- The Enchanted Voyage, 1936　夢の国をゆく帆船
- Winter in April, 1938
- Journey of Tapiola, 1938　タピオラの冒険
- Portrait of Jennie, 1940　ジェニーの肖像
- They Went on Together, 1941
- Tapiola's Brave Regiment, 1941　タピオラの勇敢な連隊
- The Sea-Gull Cry, 1942
- But Gently Day, 1943
- Mr. Whittle and the Morning Star, 1947
- Long after Summer, 1948　夏は遠くすぎて
- The River Journey, 1949　川をくだる旅
- The Married Look, 1950
- The Innocent Eve, 1951
- The Train in the Meadow, 1953
- Sir Henry, 1955
- So Love Returns, 1958　それゆえに愛は戻る
- The Rancho of the Little Loves, 1956
- The Color of Evening, 1960
- The Weans, 1960,
- The Wilderness-Stone, 1961
- A Star in the Wind, 1962
- The Devil With Love, 1963
- The Fair, 1964
- The Mallott Diaries, 1965
- Stonecliff, 1967
- Mia, 1970
- The Elixir, 1971
- The Summer Meadows, 1973
- Heaven and Hell and the Megas Factor, 1975

### 児童書
- The Snowflake and the Starfish, 1959
- Tappy, 1968

### ノンフィクション
- The Concert, 1940
- Journal for Josephine, 1943

### 詩集
- Youth Grows Old, 1922
- A Cedar Box, 1929
- Selected Poems, 1935
- A Winter Tide: Sonnets and Poems, 1940
- Dunkirk: A Ballad, 1942
- Morning in Iowa, 1944
- The Darkening Meadows, 1945
- The Green Leaf, 1950
- The Married Man, 1962
- Evening Song: Selected Poems 1950-1973, 1973

## 主な日本語訳
- 『ジェニイの肖像』（山室静訳、鎌倉書房） 1950
『ジェニーの肖像』（山室静訳、偕成社） 1968
『ジェニーの肖像』（山室静訳、偕成社文庫） 1977
- 『いまひとたびの春』（龍口直太郎訳、岩波書店、岩波現代叢書） 1951
- 『ジェニーの肖像』（井上一夫訳、早川書房、Hayakawa pocket books） 1954
『ジェニーの肖像』（井上一夫訳、ハヤカワ文庫） 1975
- 『夢の国をゆく帆船』（矢野徹訳、ハヤカワ文庫） 1974
- 『バーリイ村のヴァイオリン弾き』（矢野徹訳、文化出版局） 1976
- 『きこりの家』（矢野徹訳、文化出版局） 1976
- 『それゆえに愛はもどる』（矢野徹訳、文化出版局） 1976
- 『夏は遠くすぎて』（矢野徹訳、文化出版局） 1976
- 『川をくだる旅』（矢野徹訳、文化出版局） 1977
- 『タピオラの冒険』（矢野徹訳、ハヤカワ文庫） 1979 - 「タピオラの勇敢な連隊」を併録
- 『ジェニーの肖像』（大友香奈子訳、創元推理文庫） 2005 - 「それゆえに愛は戻る」を併録

### 短編
- 「スタジアムに死す」（A Death in the Stadium、創元推理文庫『ミニ・ミステリ傑作選』に収載）

## 映画化作品
- 『廻り来る春』 One More Spring（1935、アメリカ）

監督：ヘンリー・キング
主演：ジャネット・ゲイナー、ワーナー・バクスター
- 『ジェニーの肖像』（ジェニイの肖像）Portrait of Jennie（1947、アメリカ） - アカデミー賞特殊効果賞を受賞

監督：ウィリアム・ディターレ
主演：ジェニファー・ジョーンズ、ジョセフ・コットン
- 『気まぐれ天使』 The Bishop's Wife（1947、アメリカ）

監督：ヘンリー・コスター
主演：ケーリー・グラント、デヴィッド・ニーヴン、ロレッタ・ヤング